# Gais 1972
Fotbollsklubben Gais spelade säsongen 1972 i allsvenskan, efter att säsongen dessförinnan ha vunnit division II Norra Götaland och därefter den efterföljande kvalserien. Gais slutade näst sist och var nära att åka ur allsvenskan direkt, men då allsvenskan skulle utökas till 14 lag 1973 och bara ett lag degraderades klarade man sig kvar på målskillnad.
Gais deltog inte i svenska cupen 1972/1973.

## Inför säsongen

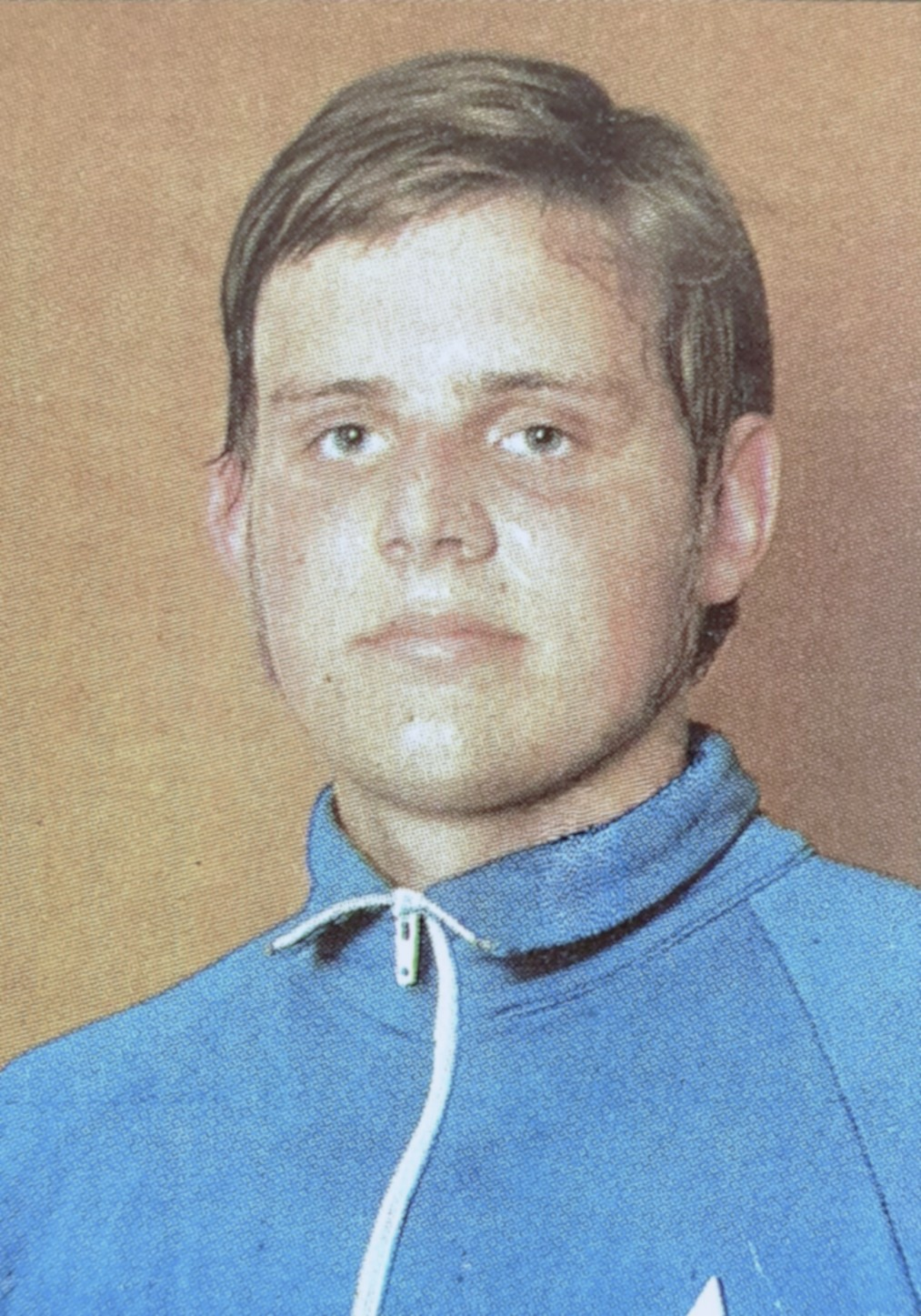
Målvakten Kjell Uppling värvades till denna säsong från IFK Luleå.

Efter succén i division II 1971 ansågs Gais som ett väldigt starkt lag. Man tappade dock målvakten Benno Larsen, som var dansk medborgare och därför inte tilläts spela i allsvenskan. Han ersattes av Kjell Uppling från IFK Luleå, men då övergångssumman för Uppling blev hög hade Gais inte råd att köpa loss Benny Apell, som ville komma tillbaka från IF Saab. Förra årets proffsåtervändare Jan Olsson var skadad under hela vintern och osäker för spel under våren. Ralf Söderblom kom tillbaka till Gais efter tre säsonger i Västra Frölunda IF, och man tog även in BK Häckens juniorlandslagsback Roy Johansson.
Gais vann bara en av nio träningsmatcher under försäsongen (mot Frederikshavn fI), och förväntningarna sänktes ordentligt inför den allsvenska premiären.

## Allsvenskan
Allsvenskan skulle 1973 utökas till 14 lag, så endast ett lag skulle åka ur serien denna säsong. Seriespelet började för Gais del med en klar förlust mot Åtvidabergs FF, men i tredje omgången, mot Hammarby IF, lossnade det spelmässigt för laget. Conny Aldorsson och flera andra Gaisspelare briljerade, men det gjorde även Ronnie Hellström i motståndarmålet, och Gais vann bara med 2–1. Man vann därefter borta mot starka Landskrona Bois och fick oavgjort mot Halmstads BK, men i vårderbyt mot Örgryte IS kammade man noll: Öis vann med 1–0 inför 19 000 åskådare. Fortsättningen av vårsäsongen gick knackigt, och när halva serien var spelad hade Gais bara skrapat ihop sju poäng.

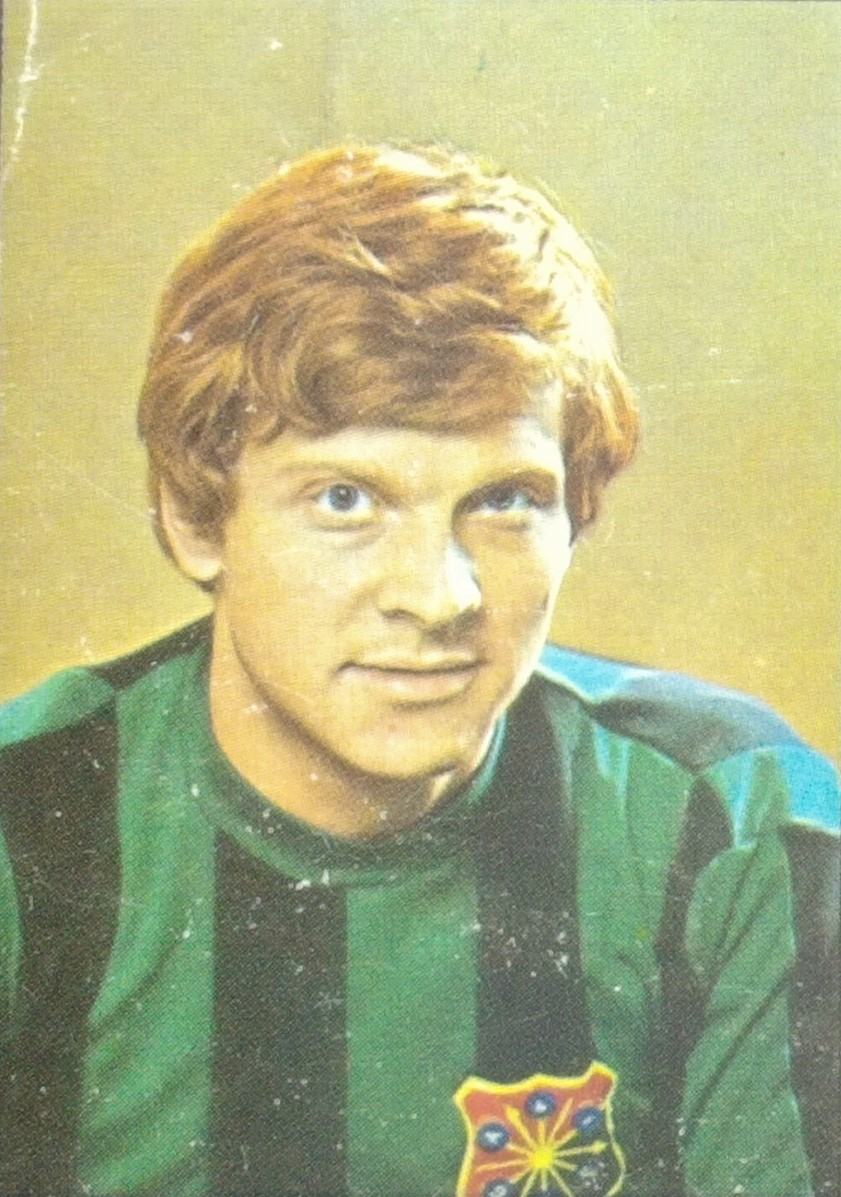
Erik de Broen debuterade under året.

Kent Grek, som egentligen hade slutat och blivit lagledare, gjorde under hösten, när formen och skadorna var som värst, comeback borta mot Örebro SK. Gais tog en poäng, men sedan förlorade man fem raka matcher och Grek försvann ur laget igen. I höstderbyt mot Öis lyckades Gais äntligen vinna med 2–0 efter en fin debut av backen Erik de Broen. Därefter förlorade man dock mot bottenkollegan Halmstad, och man lyckades bara bärga en poäng till innan den avgörande matchen mot Djurgårdens IF.
Under hösten vädrades också internt missnöje i klubben. Gais var bra offensivt, men försvaret sviktade betänkligt. Man hade nya, oinspelade backlinjer snart sagt varje match, och konditionen var heller inte den bästa. Tränare Holger Hanssons offensiva spel blev också ifrågasatt, och Gais hade dessutom problem ekonomiskt: man hade budgeterat för ett publiksnitt på 11 000 men uppnådde bara drygt 7 500.
Inför sista omgången mot Djurgården låg Gais sist, två poäng efter Halmstad, och förutsättningarna var klara: Gais måste vinna samtidigt som Halmstad förlorade mot Örebro. Efter sju minuter gjorde Gais 1–0 genom Kenneth Wessberg, och när Örebro sedan gjorde 1–0 på Halmstad tändes ett hopp. Conny Aldorsson gjorde sedan 2–0 och Wessberg avrundade med två mål till för en seger med 4–1. Samtidigt förlorade Halmstad med 2–1 och Gais hade klarat sig undan nedflyttning.
Gais hade bara tagit 12 poäng under säsongen och hade en målskillnad på 32–56. Bäste målskytt i laget blev Kenneth Wessberg efter sina tre mål i sista matchen – han stannade på 9 mål medan Hans Johansson gjorde 8.

### Tabell
| Nr | Lag              | S  | V  | O  | F  | GM | IM | MS  | P  |
| -- | ---------------- | -- | -- | -- | -- | -- | -- | --- | -- |
| 1  | Åtvidabergs FF   | 22 | 15 | 3  | 4  | 65 | 22 | +43 | 33 |
| 2  | AIK              | 22 | 11 | 10 | 1  | 41 | 24 | +17 | 32 |
| 3  | Östers IF        | 22 | 11 | 4  | 7  | 37 | 24 | +13 | 26 |
| 4  | IFK Norrköping   | 22 | 9  | 6  | 7  | 34 | 32 | +2  | 24 |
| 5  | Örebro SK        | 22 | 8  | 7  | 7  | 31 | 30 | +1  | 23 |
| 6  | Malmö FF (RM)    | 22 | 9  | 5  | 8  | 27 | 26 | +1  | 23 |
| 7  | Djurgårdens IF   | 22 | 8  | 5  | 9  | 41 | 39 | +2  | 21 |
| 8  | Landskrona BoIS  | 22 | 6  | 9  | 7  | 29 | 29 | 0   | 21 |
| 9  | Örgryte IS       | 22 | 7  | 6  | 9  | 21 | 31 | −10 | 20 |
| 10 | Hammarby IF      | 22 | 5  | 7  | 10 | 30 | 47 | −17 | 17 |
| 11 | Gais (U)         | 22 | 4  | 4  | 14 | 32 | 56 | −24 | 12 |
| 12 | Halmstads BK (U) | 22 | 2  | 8  | 12 | 14 | 42 | −28 | 12 |

### Seriematcher
| Lag             | Hemma | Borta |
| --------------- | ----- | ----- |
| Åtvidabergs FF  | 0–3   | 2–5   |
| AIK             | 2–3   | 1–3   |
| Östers IF       | 0–4   | 1–4   |
| IFK Norrköping  | 1–4   | 2–4   |
| Örebro SK       | 0–2   | 1–1   |
| Malmö FF        | 0–0   | 1–1   |
| Djurgårdens IF  | 4–1   | 2–4   |
| Landskrona BoIS | 2–5   | 4–2   |
| Örgryte IS      | 2–0   | 0–1   |
| Hammarby IF     | 2–1   | 3–4   |
| Halmstads BK    | 2–2   | 0–2   |

### Spelarstatistik

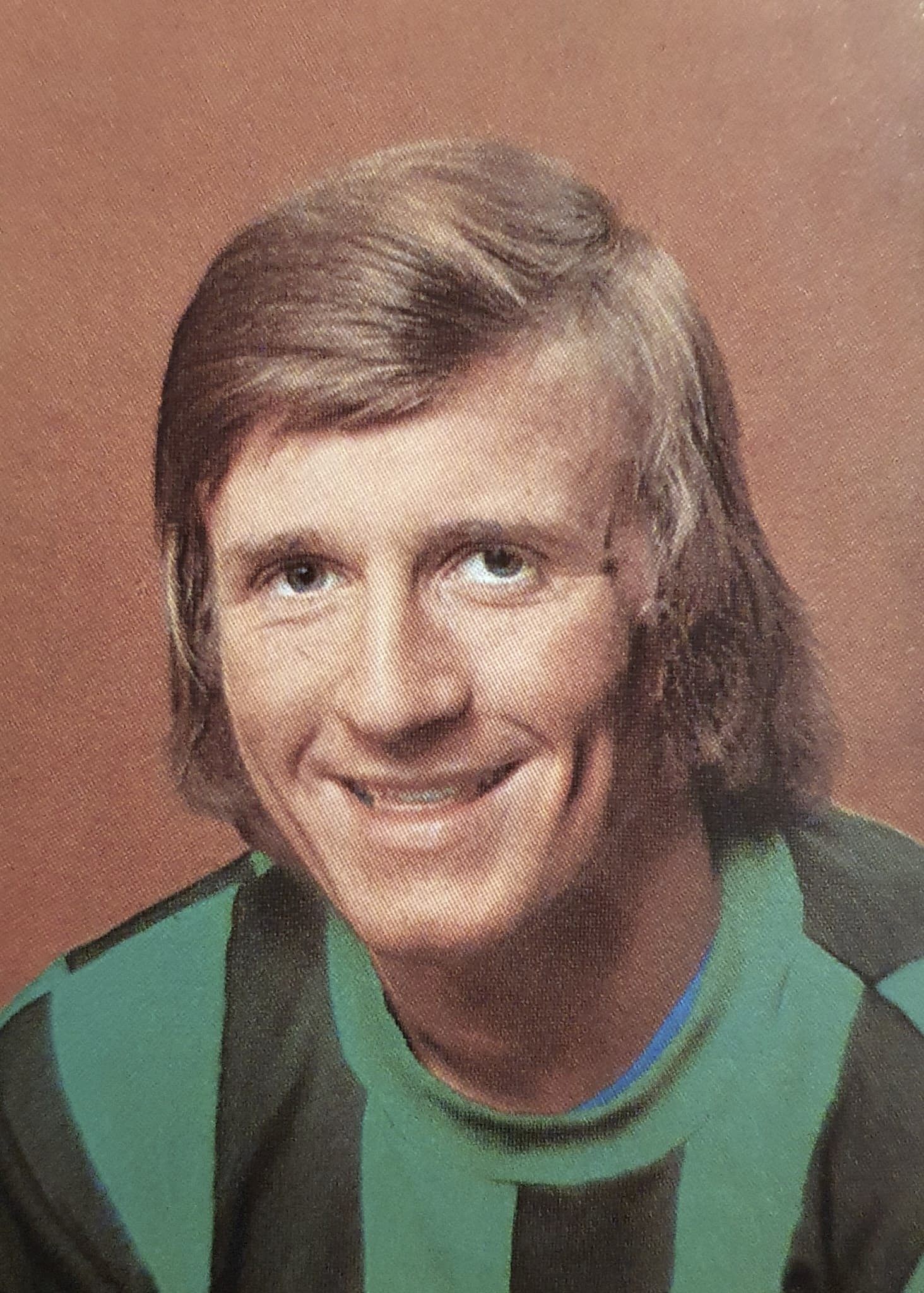
Kenneth Wessberg vann Gais interna skytteliga efter tre viktiga mål mot Djurgården i sista matchen.

| Namn               | Matcher | Mål |
| ------------------ | ------- | --- |
| Eine Fredriksson   | 22      | 2   |
| Yngve Samuelsson   | 21      |     |
| Kenneth Wessberg   | 21      | 9   |
| Sten Pålsson       | 21      | 5   |
| Ralf Söderblom     | 21      | 1   |
| Kjell Uppling (mv) | 21      |     |
| Hans Johansson     | 20      | 8   |
| Conny Aldorsson    | 20      | 3   |
| Nils Norlander     | 20      |     |
| Sune Persson       | 20      |     |
| Thomas Bloom       | 18      | 3   |
| Roy Johansson      | 14      |     |
| Jan Olsson         | 11      |     |
| Roger Hansson      | 9       |     |
| Erik de Broen      | 5       |     |
| Kent Grek          | 5       |     |
| Eive Sandberg      | 5       |     |
| Bo Evander (mv)    | 1       |     |